# Академическая (станция метро, Санкт-Петербург)

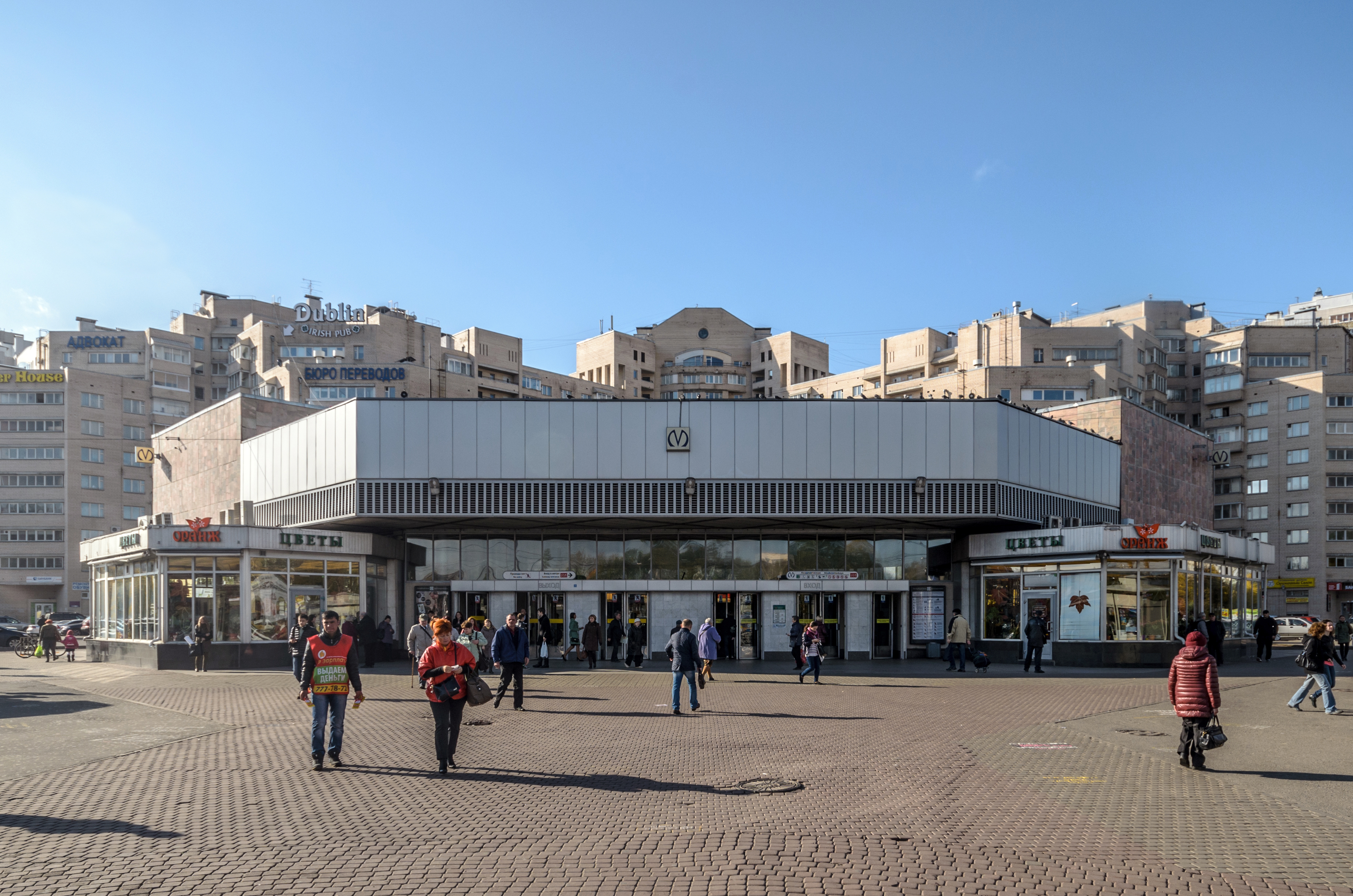
Павильон станции после ремонта 2011 года

«Академи́ческая» — станция Петербургского метрополитена. Входит в состав Кировско-Выборгской линии, расположена между станциями «Политехническая» и «Гражданский проспект».
Станция открыта 31 декабря 1975 года в составе участка «Лесная» — «Академическая».
В определении названия станции сыграло роль то, что поблизости от неё имеется ряд научно-исследовательских институтов, а ряд улиц этого района получили имена по кустовому принципу — для прославления науки и её деятелей.
С 30 июля 2018 года по 1 июля 2019 года станция была закрыта для проведения капитального ремонта.

## Наземные сооружения
Павильон станции расположен в историческом районе Гражданка, на пересечении проспекта Науки и Гражданского проспекта.
Фриз внутри наземного вестибюля выполнен из полированного красно-розового гранита, пол — из серого гранита, стены кассового зала облицованы белым мрамором.

## Подземные сооружения
«Академическая» — колонная станция глубокого заложения (глубина ≈ 64 м). Тематика оформления подземного зала посвящена советской науке.
В торцевой стене зала имеется надпись со словами В. И. Ленина:
«Теперь все чудеса техники и завоевания культуры станут общенародным достоянием, и отныне никогда человеческий ум и гений не будут обращены в средства насилия»
Колонны и арки перронного зала отделаны штампованными профилями из полированной нержавеющей стали. Путевые стены облицованы белым мрамором, полы — серым гранитом. Двери на путевых стенах закрыты небольшими квадратами из нержавеющей стали (3×5).
По проекту для освещения станции над колоннами были установлены оригинальные светильники в виде U-образных трубок дневного света, не имевших абажуров, и просуществовавшие до 2004 года. В результате замены освещения эти светильники были сняты, и вместо них поставлены обычные типовые люминесцентные лампы в металлических «офисных» плафонах. Итогом работ явилось то, что на станции стало светлее, но при этом она потеряла свой первозданный вид. С декабря 2015 года освещение вновь заменяется, на этот раз на закарнизное.
Наклонный ход (выход со станции), содержащий четыре эскалатора, расположен в северном торце станции; в 2016 году светильники наклонного хода были заменены со «световых столбиков» на «факелы».
В нижнем зале эскалаторного наклона использованы светильники оригинальной конструкции (см. иллюстрацию), которые после капитального ремонта 2018—2019 годов были заменены на обычные типовые.

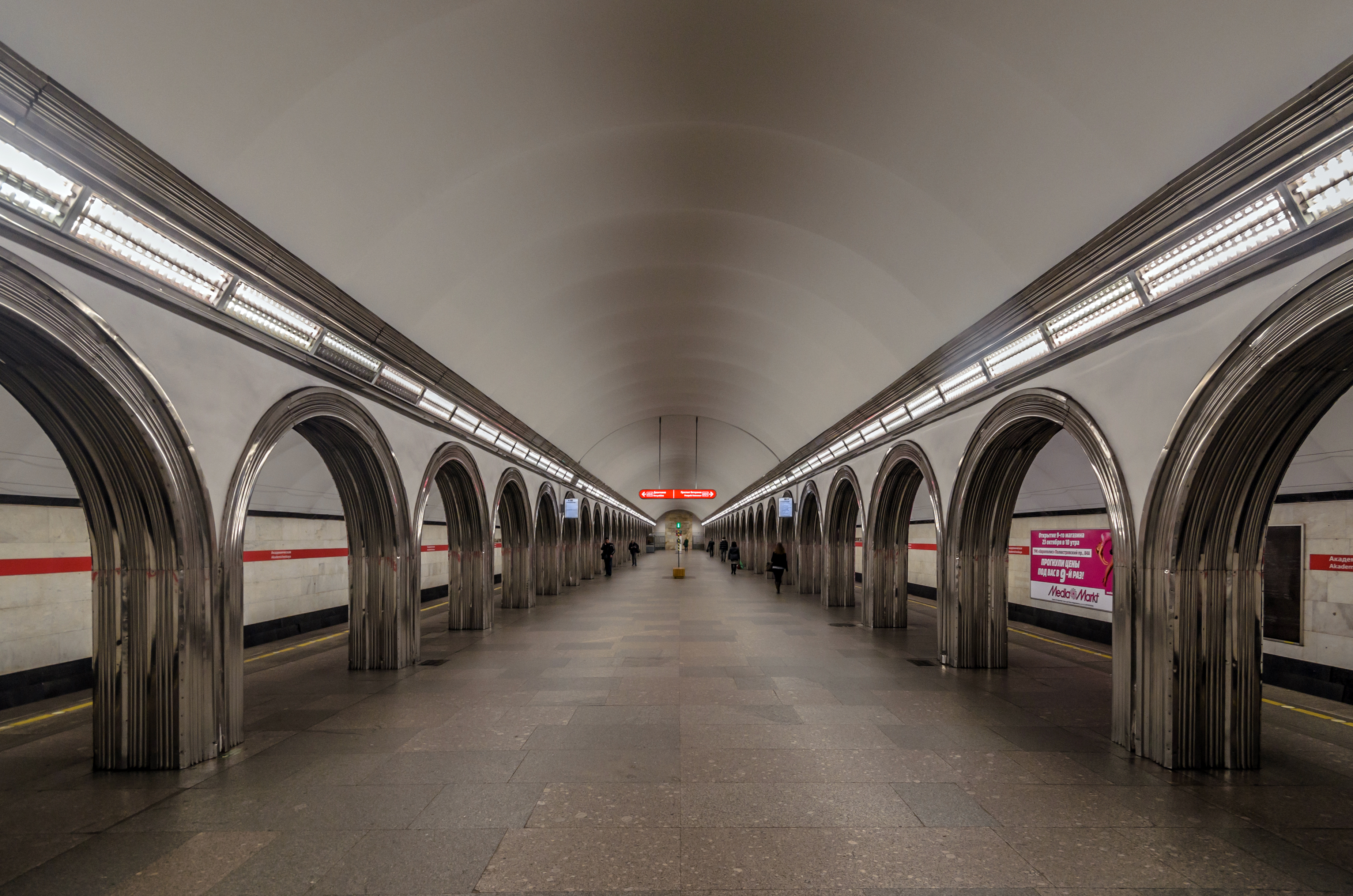
Центральный зал с прежним вариантом освещения
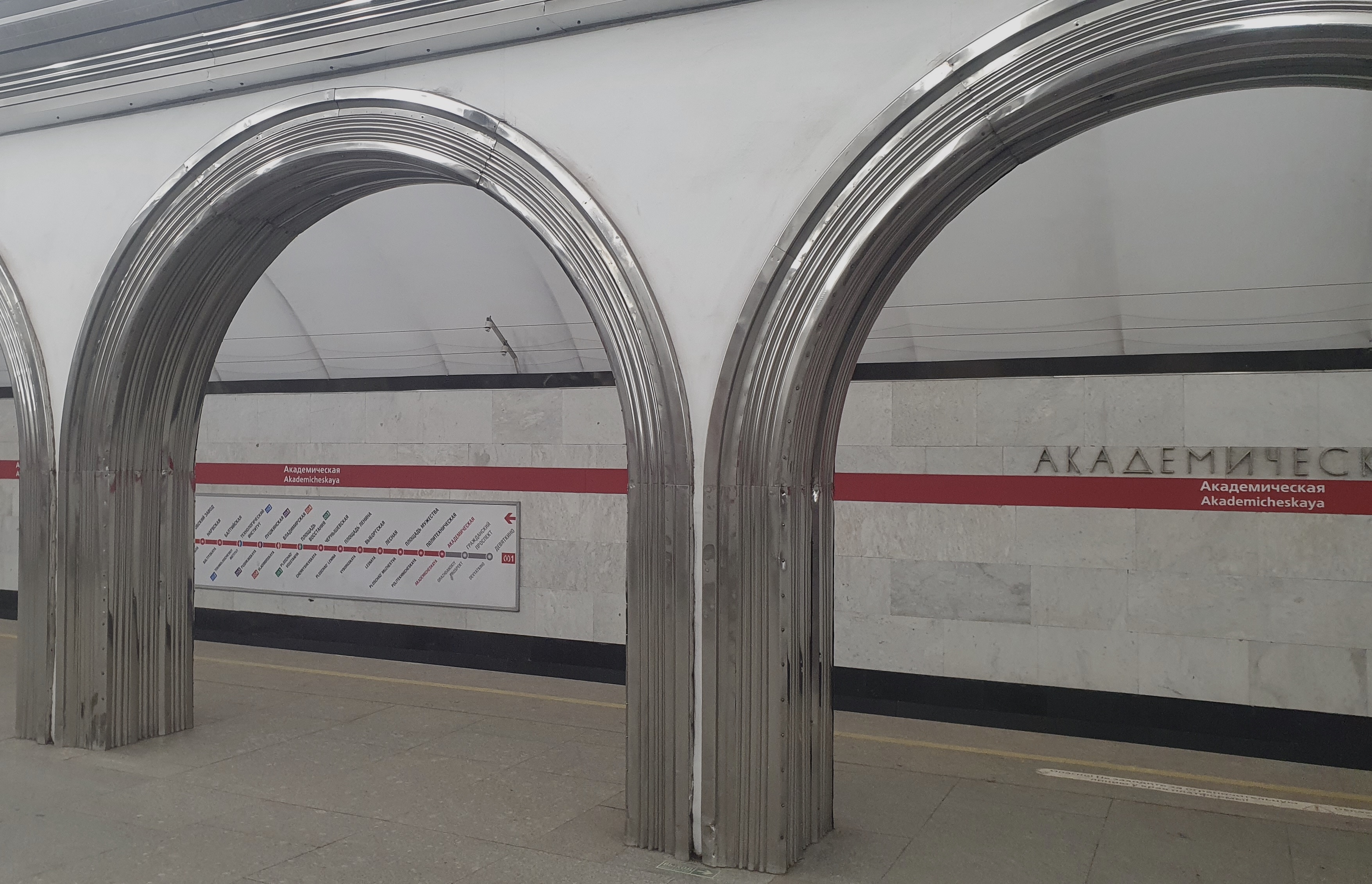
Путевая стена станции
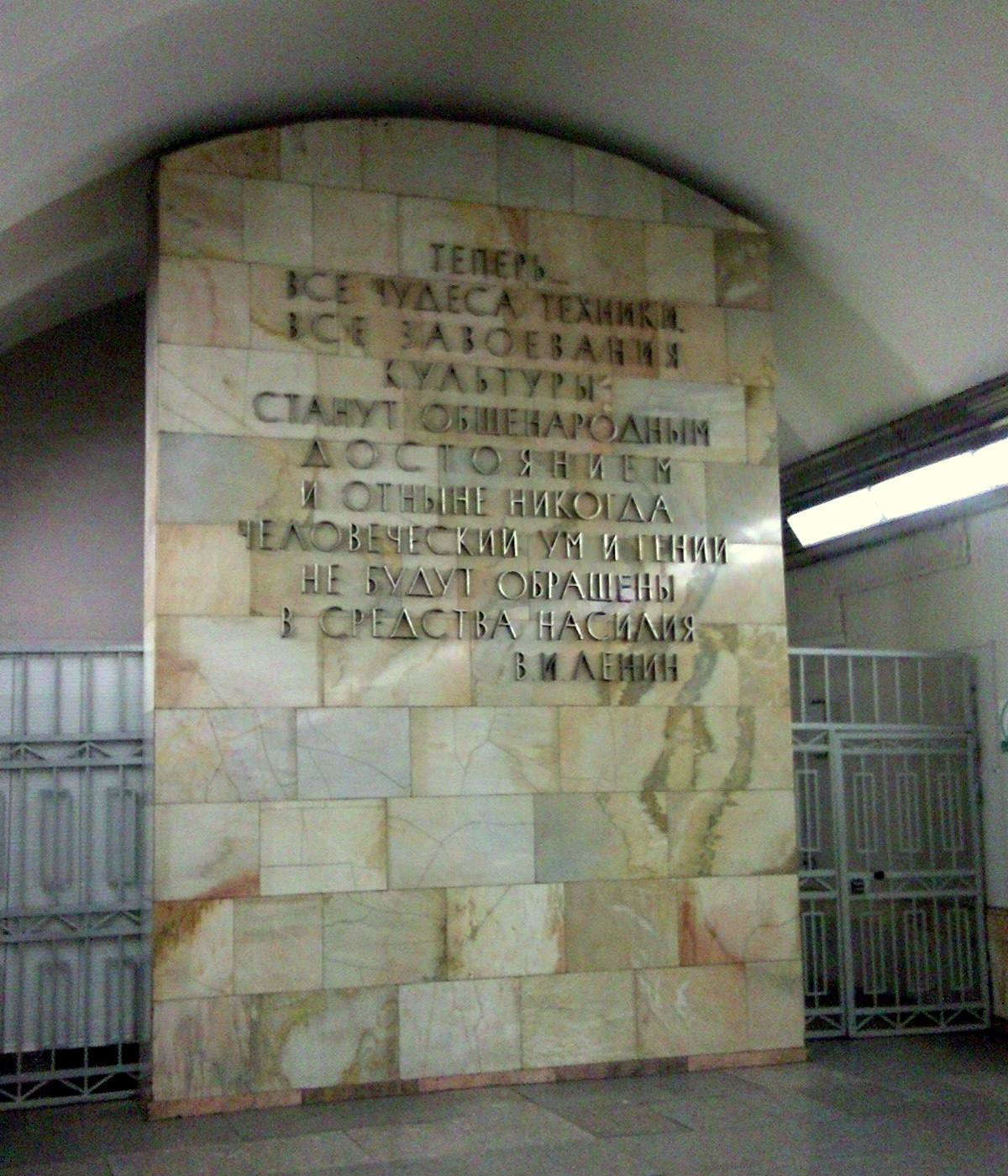
Торец центрального зала
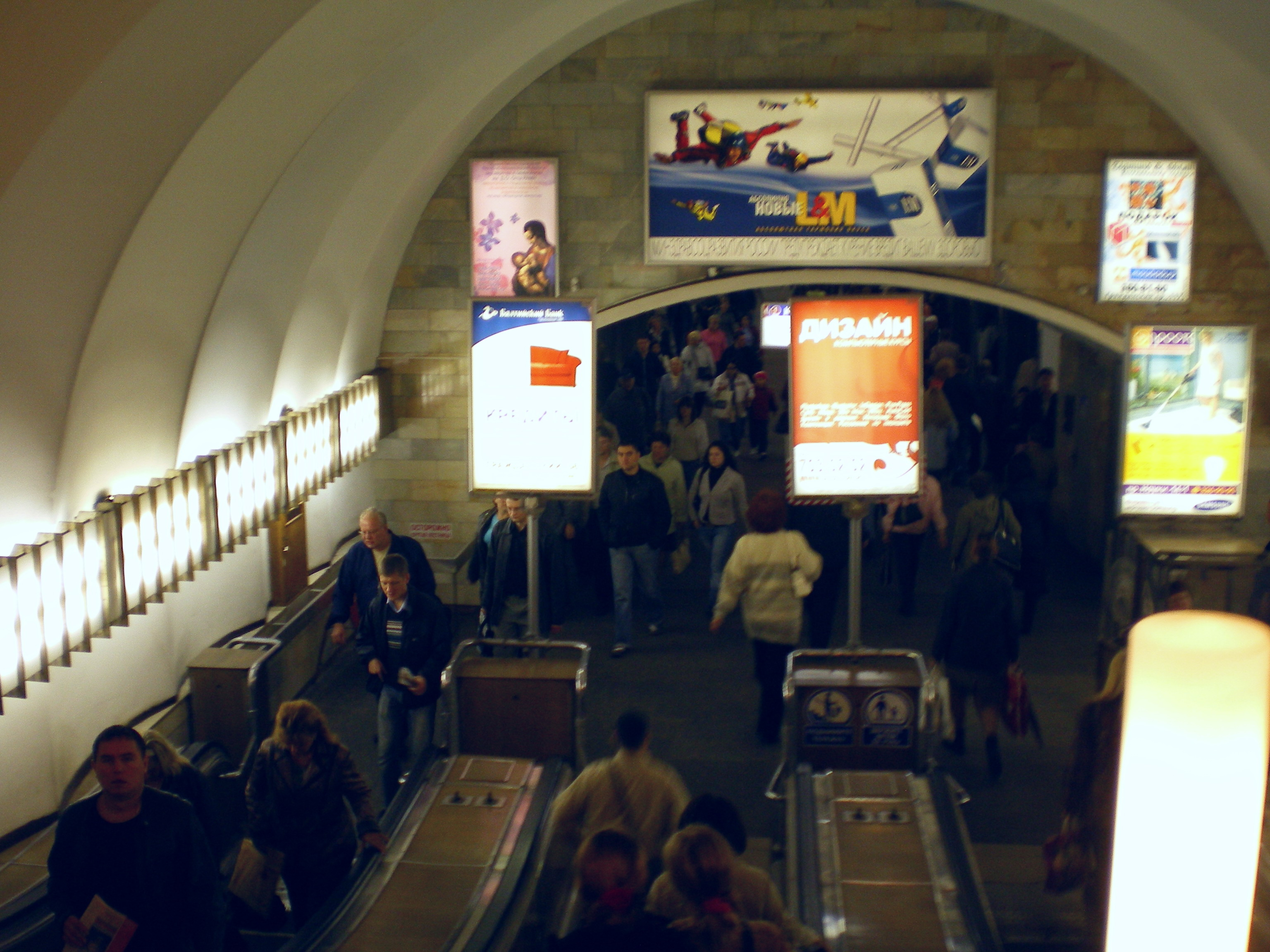
Нижний эскалаторный зал в 2007 году. На стенах установлены оригинальные светильники
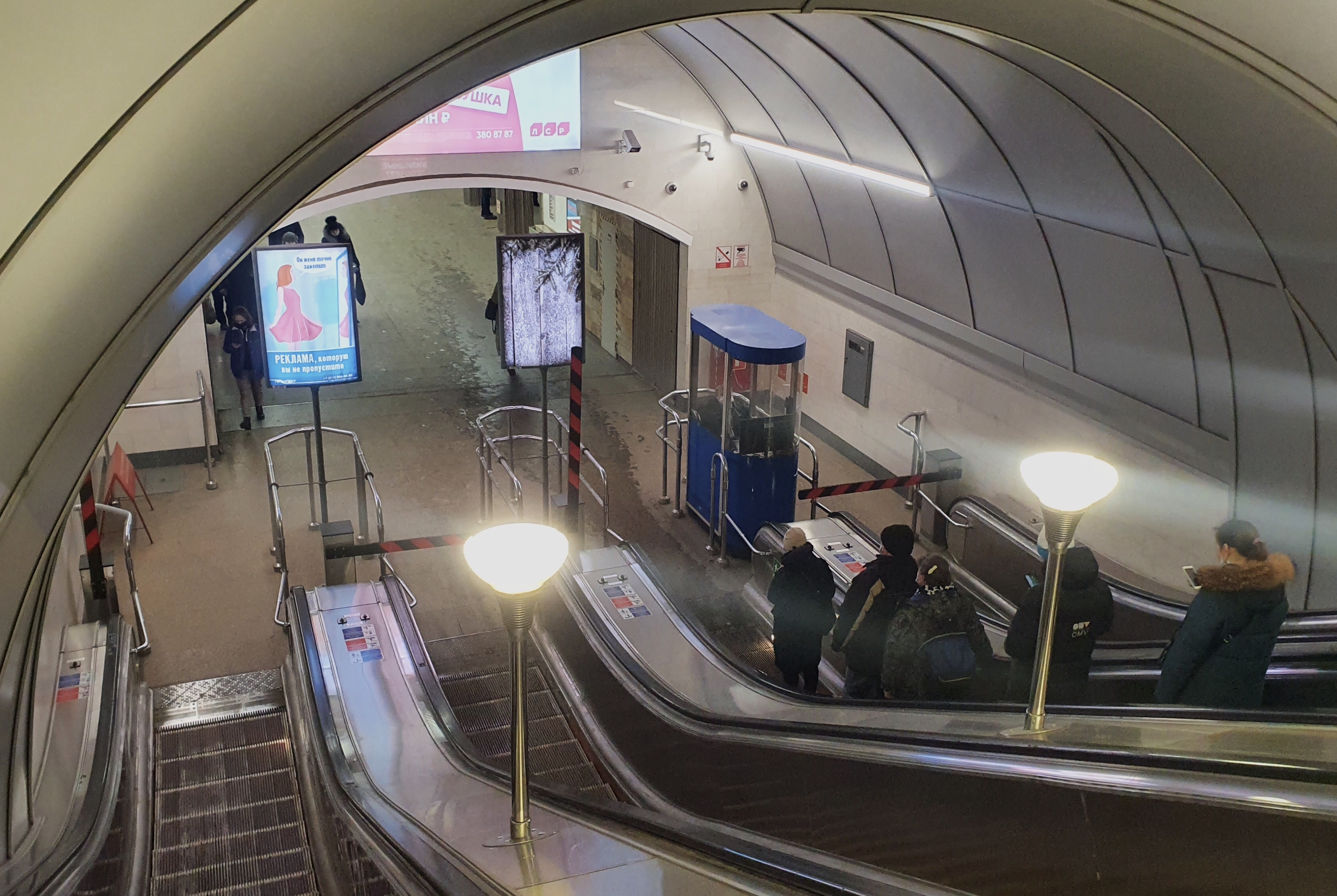
Нижний эскалаторный зал после капитального ремонта 2018—2019 годов

## Строительство
При проходке наклонного хода щит пересекал песчаники, на глубине шести метров он был сорван со стопоров и вывалился в полость округлой формы высотой 1,6 метра и площадью 15 квадратных метров. Проходы из камеры были завалены до момента вскрытия щитом. После устранения неполадок проходка была продолжена.

## Путевое развитие
За станцией расположен трёхстрелочный оборотный тупик (до продления линии в сторону станции «Девяткино» являлся пятистрелочным). Путевое развитие перегона по 2-му пути со стороны станции «Гражданский проспект» ранее являло собой перекрёстный съезд, который при продлении трассы на север был урезан до пошёрстного в целях предотвращения столкновения составов.

## Станция в цифрах
Таблица времени прохождения первого поезда через станцию:
|                                          | По чётным числам | По нечётным числам |
| В сторону станции «Гражданский проспект» | 6:10             | 5:44               |
| В сторону станции «Политехническая»      | 5:57             | 5:41               |

## Наземный транспорт

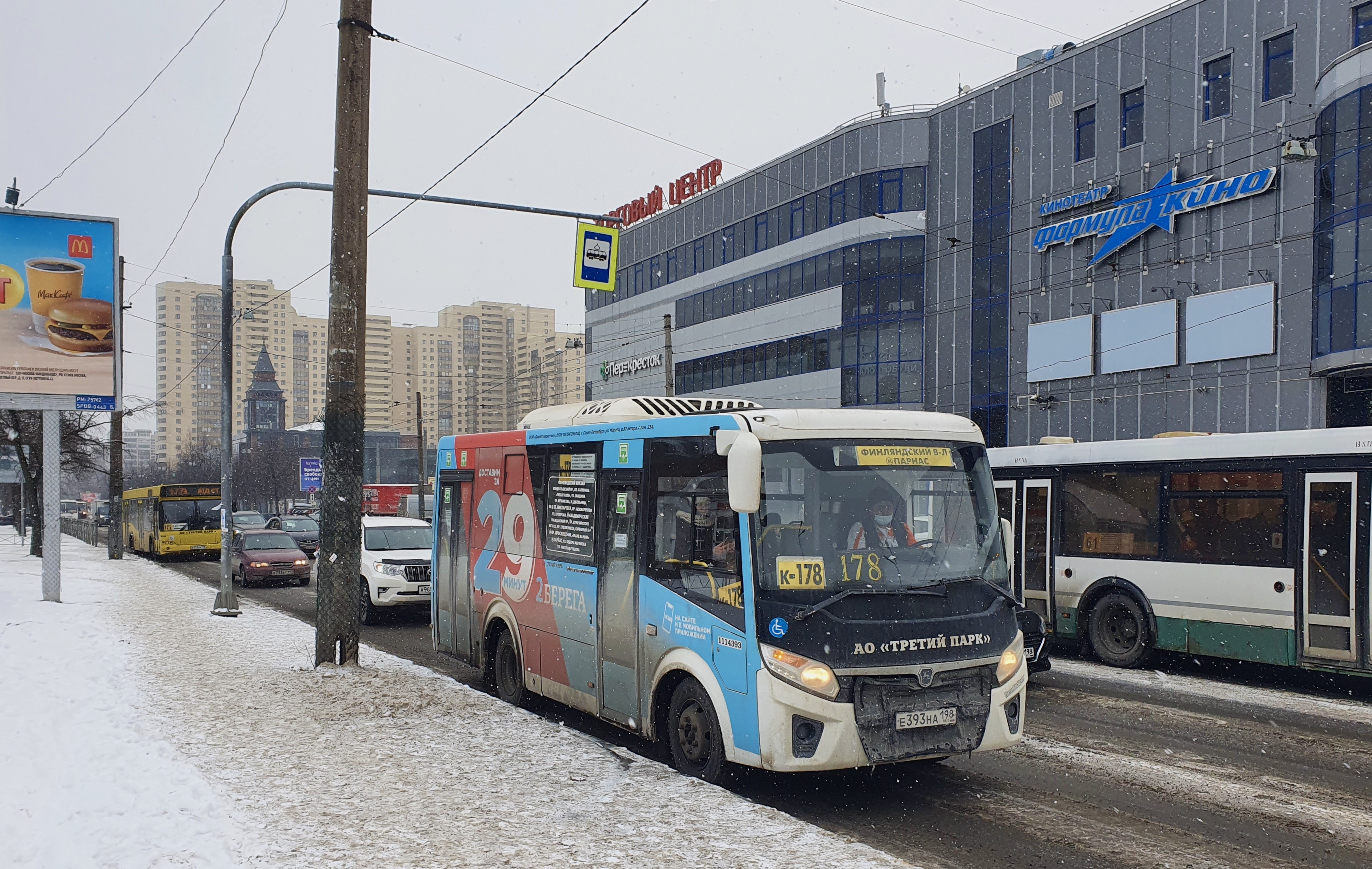
Общественный транспорт на проспекте Науки

### Автобусные маршруты
| №   | Пересадки                                                                  | Конечный пункт 1                  | Конечный пункт 2                       |
| --- | -------------------------------------------------------------------------- | --------------------------------- | -------------------------------------- |
| 40  | Удельная Площадь Мужества                                                  | проспект Культуры                 | Автобусный парк № 2                    |
| 60  | Гражданский проспект                                                       | Придорожная аллея                 | Большой Сампсониевский проспект Лесная |
| 61  | Ручьи                                                                      | Челябинская улица                 | Академическая                          |
| 78  | —                                                                          | Ручьи                             | улица Академика Байкова                |
| 93  | Беговая Яхтенная Старая Деревня Пионерская Новая Охта Гражданский проспект | Лахтинский разлив                 | проспект Культуры                      |
| 102 | Ручьи Пискарёвка                                                           | проспект Культуры                 | Проспект Большевиков                   |
| 153 | Ручьи Пискарёвка                                                           | проспект Культуры                 | Хасанская улица                        |
| 176 | Пискарёвка Ручьи Гражданский проспект                                      | Площадь Ленина Финляндский вокзал | Суздальский проспект                   |
| 177 | Новая Охта Гражданский проспект                                            | Ручьи                             | ЖК «Новая Охта»                        |
| 178 | —                                                                          | проспект Культуры                 | Пискарёвка                             |
| 202 | Пионерская                                                                 | Ручьи                             | Глухарская улица                       |
| 206 | Ручьи Пискарёвка Новочеркасская                                            | Северная площадь                  | Таллинская улица                       |
| 283 | —                                                                          | Ручьи                             | Проспект Просвещения                   |
| 293 | Ручьи                                                                      | ЖК «Новая Охта»                   | Аэродромная улица Пионерская           |
| 294 | Политехническая Площадь Мужества Пионерская Комендантский Проспект         | Ручьи                             | Старая Деревня                         |
| 295 | Новочеркасская Гражданский проспект                                        | Суздальский проспект              | Ладожская Ладожский вокзал             |

### Трамвайные маршруты
| №  | Пересадки                              | Конечный пункт 1    | Конечный пункт 2      |
| -- | -------------------------------------- | ------------------- | --------------------- |
| 9  | Озерки Ручьи                           | Удельная            | Пискарёвка            |
| 38 | Ручьи Политехническая Площадь Мужества | Кушелевка           | Пискарёвка            |
| 57 | Ручьи                                  | Тихорецкий проспект | проспект Луначарского |

### Троллейбусные маршруты
| №  | Пересадки                                                                  | Конечный пункт 1       | Конечный пункт 2            |
| -- | -------------------------------------------------------------------------- | ---------------------- | --------------------------- |
| 6  | Гражданский проспект Площадь Мужества                                      | Светлановский проспект | Чёрная речка                |
| 21 | Гражданский проспект Площадь Мужества Политехническая Проспект Просвещения | Светлановский проспект | Орлово-Денисовский проспект |
| 31 | Лесная Петроградская Спортивная                                            | Северный проспект      | проспект Добролюбова        |

В связи с 11-месячным ремонтом станции, длившемся с 30 июня 2018 года по 1 июля 2019 года, трассы некоторых трамвайных и автобусных маршрутов, а также маршрутных такси были изменены для обслуживания соседних станций — «Политехнической» и «Гражданского проспекта», — поскольку они обе не находятся в пределах шаговой доступности. По окончании ремонта маршруты вернулись на свои прежние трассы.